# Breno Giacomini
Pour les articles homonymes, voir Giacomini.
(en) Statistiques sur pro-football-reference
Breno Giacomini (né le 27 septembre 1985 à Malden) est un joueur américain de football américain. 

## Enfance
Breno fait deux années comme defensive end et linebacker à la Malden High School. Mais il ne joue pas dans sa dernière saison avec l'équipe de football américain car il se concentre sur le basket-ball, marquant une moyenne de vingt-et-un points par match. Un de ses entraineurs de football réussit à le convaincre de continuer sa carrière dans le football américain.

## Carrière

### Université
Il entre à l'université de Louisville en 2004 et continue de jouer au rôle de defensive end avant de prendre le poste de tight end en 2004 et 2005. L'entraîneur de l'université l'oblige à se positionner au poste de offensive tackle après la blessure de George Bussey.

### Professionnel
Breno Giacomini est drafté lors du draft de 2008 de la NFL par les Packers de Green Bay lors du cinquième tour au 150e choix. Le 23 juillet, il signe un contrat de quatre ans comme rookie où il touche 295 000 $ lors de sa première saison.
Breno commence sa carrière lors de la saison 2008 en rentrant en cours d'un match mais il doit se contenter du banc des remplaçants. Le 4 septembre 2010, il est remercié par les Packers. Le 28 septembre, il signe avec l'équipe d'entraînement des Seahawks de Seattle avant d'être limogé par l'équipe le 23 octobre 2010. Il re-signe finalement avec la franchise de Seattle peu de temps après, étant même promu dans l'équipe active. Il gagne du temps de jeu lors de cette saison 2011, jouant huit matchs comme titulaire avant de faire une saison 2012 pleine, s'imposant comme un des tackles titulaires de Seattle. Lors de la saison 2013, il manque sept matchs du fait d'une blessure au genou.
Le 12 mars 2014, Giacomini signe avec les Jets de New York.